# Halil Dervişoğlu
İbrahim Halil Dervişoğlu (Rotterdam, 8 dicembre 1999) è un calciatore olandese naturalizzato turco, attaccante del Çaykur Rizespor, in prestito dal Galatasaray.

## Caratteristiche tecniche
È una punta centrale.

## Carriera

### Club
Cresciuto nel settore giovanile dello Sparta Rotterdam, ha debuttato in prima squadra il 10 maggio 2018 disputando l'incontro dei playoff di Eredivisie vinto 2-1 contro il Dordrecht. Il 9 agosto del 2019 viene ceduto al Brentford per 3 milioni di euro, unendosi (come da accordi) al club a partire dal 3 gennaio 2020.
Il 6 ottobre 2020 viene ceduto in prestito al Twente. Dopo avere trovato poco spazio in terra olandese, il 1º gennaio 2021 viene richiamato dal Brentford, che 24 giorni dopo lo cede (sempre a titolo temporaneo) al Galatasaray. Il 31 agosto 2021 il prestito viene esteso per un'altra stagione.
A fine prestito fa ritorno al Brentford, con cui esordisce in Premier League nel pareggio per 2-2 contro il Leicester City alla prima giornata. Tuttavia il 1º settembre 2022 viene ceduto in prestito al Burnley.
Il 16 luglio 2023, dopo non essere stato riscattato dai Clarets (con cui ha trovato poco spazio, finendo pure a giocare con la squadra under-21), fa ritorno al Galatasaray, questa volta a titolo definitivo.

### Nazionale
Ha giocato nelle nazionali giovanili turche Under-19 ed Under-21.
Esordisce con la nazionale maggiore il 27 maggio 2021, nella partita vinta per 2-1 contro l'Azerbaigian, nella quale segna anche il suo primo gol. Pochi giorni dopo viene inserito nella lista definitiva dei convocati per gli europei.

## Statistiche
Statistiche aggiornate al 9 febbraio 2024

### Presenze e reti nei club
| Stagione                | Squadra                 | Campionato              | Campionato | Campionato | Coppe nazionali | Coppe nazionali | Coppe nazionali | Coppe continentali | Coppe continentali | Coppe continentali | Altre coppe | Altre coppe | Altre coppe | Totale | Totale | Totale |
| Stagione                | Squadra                 | Comp                    | Pres       | Reti       | Comp            | Pres            | Reti            | Comp               | Pres               | Reti               | Comp        | Pres        | Reti        | Pres   | Reti   |        |
| ----------------------- | ----------------------- | ----------------------- | ---------- | ---------- | --------------- | --------------- | --------------- | ------------------ | ------------------ | ------------------ | ----------- | ----------- | ----------- | ------ | ------ | ------ |
| 2018-2019               | Jong Sparta             | 2D                      | 10         | 4          |                 | -               | -               |                    | -                  | -                  |             | -           | -           | 10     | 4      |        |
| 2017-2018               | Sparta Rotterdam        | ED                      | 0+2        | 0          | CO              | 0               | 0               |                    | -                  | -                  |             | -           | -           | 2      | 0      |        |
| 2018-2019               | Sparta Rotterdam        | 1D                      | 34+2       | 10+1       | CO              | 1               | 0               |                    | -                  | -                  |             | -           | -           | 37     | 11     |        |
| 2019-gen.2020           | Sparta Rotterdam        | ED                      | 17         | 5          | CO              | 2               | 0               |                    | -                  | -                  |             | -           | -           | 19     | 5      |        |
| Totale Sparta Rotterdam | Totale Sparta Rotterdam | Totale Sparta Rotterdam | 51+4       | 15+1       |                 | 3               | 0               |                    | -                  | -                  |             | -           | -           | 58     | 16     |        |
| gen.giu.2020            | Brentford               | FLC                     | 4+1        | 0          | FACup+CdL       | 2+0             | 0+0             |                    | -                  | -                  |             | -           | -           | 7      | 0      |        |
| set.-ott.2020           | Brentford               | FLC                     | -          | -          | FACup+CdL       | 0+2             | 0+0             |                    | -                  | -                  |             | -           | -           | 2      | 0      |        |
| ott.2020-gen.2021       | Twente                  | ED                      | 9          | 0          | CO              | 1               | 0               |                    | -                  | -                  |             | -           | -           | 10     | 0      |        |
| gen.2021                | Brentford               | FLC                     | -          | -          | FACup+CdL       | 1+0             | 1+0             |                    | -                  | -                  |             | -           | -           | 1      | 1      |        |
| gen.-giu. 2021          | Galatasaray             | SL                      | 12         | 3          | TK              | 0               | 0               |                    | -                  | -                  |             | -           | -           | 12     | 3      |        |
| ago. 2021               | Brentford               | PL                      | 0          | 0          | FACup+CdL       | 0+1             | 0+0             |                    | -                  | -                  |             | -           | -           | 1      | 0      |        |
| 2021-2022               | Galatasaray             | SL                      | 28         | 4          | TK              | 1               | 1               | UEL                | 4                  | 0                  |             | -           | -           | 33     | 5      |        |
| ago.-set. 2022          | Brentford               | PL                      | 1          | 0          | FACup+CdL       | 0+1             | 0+0             |                    | -                  | -                  |             | -           | -           | 2      | 0      |        |
| Totale Brentford        | Totale Brentford        | Totale Brentford        | 5+1        | 0          |                 | 7               | 1               |                    | -                  | -                  |             | -           | -           | 13     | 1      |        |
| 2022-2023               | Burnley                 | FLC                     | 8          | 1          | FACup+CdL       | 1+0             | 0+0             |                    | -                  | -                  |             | -           | -           | 9      | 1      |        |
| 2023-feb. 2024          | Galatasaray             | SL                      | 14         | 0          | TK              | 2               | 2               | UCL                | 4                  | 2                  |             | -           | -           | 20     | 4      |        |
| feb.- giu. 2024         | Hatayspor               | SL                      | 0          | 0          | TK              | 0               | 0               |                    |                    |                    |             | -           | -           | 0      | 0      |        |
| Totale Galatasaray      | Totale Galatasaray      | Totale Galatasaray      | 54         | 7          |                 | 3               | 3               |                    | 8                  | 2                  |             | -           | -           | 65     | 12     |        |
| Totale carriera         | Totale carriera         | Totale carriera         | 142        | 28         |                 | 15              | 4               |                    | 8                  | 2                  |             | -           | -           | 165    | 34     |        |

### Cronologia presenze e reti in nazionale
| Cronologia completa delle presenze e delle reti in nazionale ― Turchia | Cronologia completa delle presenze e delle reti in nazionale ― Turchia | Cronologia completa delle presenze e delle reti in nazionale ― Turchia | Cronologia completa delle presenze e delle reti in nazionale ― Turchia | Cronologia completa delle presenze e delle reti in nazionale ― Turchia | Cronologia completa delle presenze e delle reti in nazionale ― Turchia | Cronologia completa delle presenze e delle reti in nazionale ― Turchia | Cronologia completa delle presenze e delle reti in nazionale ― Turchia |
| Data                                                                   | Città                                                                  | In casa                                                                | Risultato                                                              | Ospiti                                                                 | Competizione                                                           | Reti                                                                   | Note                                                                   |
| ---------------------------------------------------------------------- | ---------------------------------------------------------------------- | ---------------------------------------------------------------------- | ---------------------------------------------------------------------- | ---------------------------------------------------------------------- | ---------------------------------------------------------------------- | ---------------------------------------------------------------------- | ---------------------------------------------------------------------- |
| 27-5-2021                                                              | Alanya                                                                 | Turchia                                                                | 2 – 1                                                                  | Azerbaigian                                                            | Amichevole                                                             | 1                                                                      | 67’                                                                    |
| 31-5-2021                                                              | Adalia                                                                 | Turchia                                                                | 0 – 0                                                                  | Guinea                                                                 | Amichevole                                                             | -                                                                      | 65’                                                                    |
| 11-6-2021                                                              | Roma                                                                   | Turchia                                                                | 0 – 3                                                                  | Italia                                                                 | Euro 2020 - 1º turno                                                   | -                                                                      | 76’ 90’                                                                |
| 16-6-2021                                                              | Baku                                                                   | Turchia                                                                | 0 – 2                                                                  | Galles                                                                 | Euro 2020 - 1º turno                                                   | -                                                                      | 75’                                                                    |
| 4-9-2021                                                               | Gibilterra                                                             | Gibilterra                                                             | 0 – 3                                                                  | Turchia                                                                | Qual. Mondiali 2022                                                    | 1                                                                      | 46’                                                                    |
| 7-9-2021                                                               | Amsterdam                                                              | Paesi Bassi                                                            | 6 – 1                                                                  | Turchia                                                                | Qual. Mondiali 2022                                                    | -                                                                      | 86’                                                                    |
| 11-10-2021                                                             | Riga                                                                   | Lettonia                                                               | 1 – 2                                                                  | Turchia                                                                | Qual. Mondiali 2022                                                    | -                                                                      | 74’                                                                    |
| 13-11-2021                                                             | Istanbul                                                               | Turchia                                                                | 6 – 0                                                                  | Gibilterra                                                             | Qual. Mondiali 2022                                                    | 2                                                                      | 69’                                                                    |
| 16-11-2021                                                             | Podgorica                                                              | Montenegro                                                             | 1 – 2                                                                  | Turchia                                                                | Qual. Mondiali 2022                                                    | -                                                                      | 69’                                                                    |
| 4-6-2022                                                               | Istanbul                                                               | Turchia                                                                | 4 – 0                                                                  | Fær Øer                                                                | UEFA Nations League 2022-2023 - 1º turno                               | 1                                                                      | 65’                                                                    |
| 7-6-2022                                                               | Vilnius                                                                | Lituania                                                               | 0 – 6                                                                  | Turchia                                                                | UEFA Nations League 2022-2023 - 1º turno                               | 1                                                                      |                                                                        |
| 11-6-2022                                                              | Lussemburgo                                                            | Lussemburgo                                                            | 0 – 2                                                                  | Turchia                                                                | UEFA Nations League 2022-2023 - 1º turno                               | -                                                                      | 68’                                                                    |
| 14-6-2022                                                              | Smirne                                                                 | Turchia                                                                | 2 – 0                                                                  | Lituania                                                               | UEFA Nations League 2022-2023 - 1º turno                               | -                                                                      | 62’                                                                    |
| 22-9-2022                                                              | Istanbul                                                               | Turchia                                                                | 3 – 3                                                                  | Lussemburgo                                                            | UEFA Nations League 2022-2023 - 1º turno                               | -                                                                      | 46’                                                                    |
| 25-9-2022                                                              | Tórshavn                                                               | Fær Øer                                                                | 2 – 1                                                                  | Turchia                                                                | UEFA Nations League 2022-2023 - 1º turno                               | -                                                                      | 59’                                                                    |
| 8-9-2023                                                               | Eskişehir                                                              | Turchia                                                                | 1 – 1                                                                  | Armenia                                                                | Qual. Euro 2024                                                        | -                                                                      | 61’                                                                    |
| Totale                                                                 |                                                                        | Presenze                                                               | 16                                                                     |                                                                        | Reti                                                                   | 6                                                                      |                                                                        |

## Palmarès

### Club

#### Competizioni nazionali
- Campionato inglese di seconda divisione: 1

Burnley: 2022-2023